# Golnar Katrahmani

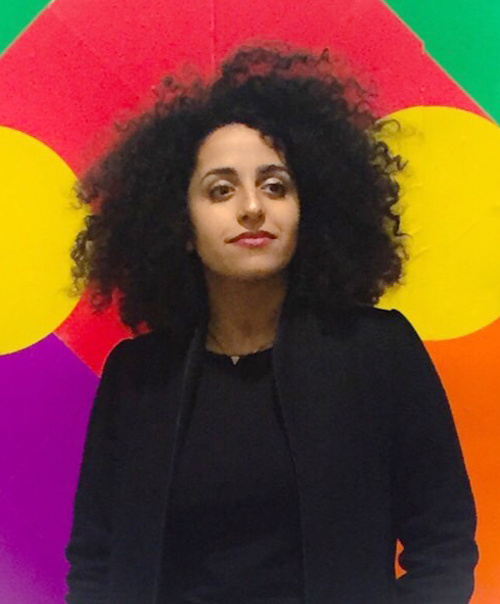
Golnar Katrahmani, 2018

Golnar Kat-Rahmani (persisch گلنار کت رحمانی; * 19. Mai 1983 in Gonbad-e Kavus im Exil geboren und in Sari aufgewachsen) ist eine in Berlin lebende Künstlerin und Kreativdirektorin, die sich mit der politischen Dimension von Schrift befasst.

## Karriere
Golnar Kat-Rahmani studierte Visuelle Kommunikation an der Fakultät für Bildende Kunst der Universität Teheran und der Kunsthochschule Berlin-Weißensee. Anschließend gründete sie das Studio Katrahmani und spezialisierte sich auf Typografie, Schriftdesign und redaktionelles Design für Auftraggeber wie die Deutsche Welle, BBC, Daimler Benz und LucasFonts und Adobe. Ein Schwerpunkt liegt auf mehrsprachigem Design.
Das Projekt Type&Politics trägt dazu bei, die persische und arabische Schrift von ihren ideologischen und negativen Konnotationen zu befreien. In ihren Workshops wird Wissen über die Tradition und den ästhetischen Reichtum der arabischen und persischen Schrift vermittelt. Anschließend werden Kleidungsstücke und Taschen mit arabischer und persischer Typografie mit Siebdruck Technik bedruckt, die mithilfe ihrer Träger zu mobilen Botschaftern werden, die neugierig auf Schrift und Kultur machen. „Type is a culture good“ (Schrift ist ein Kulturgut) – das wichtigste Zitat aus ihren Vorträgen. Zur Unterstützung von Type & Politics gründete sie ein unabhängiges Modelabel namens G.Kat.Berlin – Fashion Passion Typography.
Golnar Kat-Rahmani gibt international Workshops, etwa im Museum für Gestaltung Zürich, und spricht regelmäßig auf Konferenzen, etwa der TYPO Berlin, dem Reeperbahn Festival Hamburg oder Typographics in New York.
Ihre Plakate werden u. a. in der Sammlung des Museum für Kunst und Gewerbe Hamburg und dem Museum für Gestaltung Zürich bewahrt.

## Ausstellungen
- The F*word – Guerrilla Girls und feministisches Grafikdesign, Museum für Kunst und Gewerbe Hamburg, 16.02.–17.09.2023[5]
- Wiki Women – Wissen gemeinsam ergänzen, Museum für Kunst und Gewerbe Hamburg, 27.05.–24.09.2023[6]
- audio—grafisch. 16 Entwürfe und ihre Entstehung. Museum für Kunst und Gewerbe Hamburg, 3.6.22 – 26.2.23[7]
- Muse folded, Fine Art Group exhibition by Oyoun-Berlin 2021
- 100 posters Demain la Révolution! (with 100 artists from France and around the world) for the 100th anniversary of the French Communist Party, Paris 1. Mai 2021
- The voice of … (Demonstration Posters, Exhibition on Vote Rights in Europe), Paris 2016
- Mut zur Wut, Leipzig 2013[8]